# Leptocoryphium lanatum
Leptocoryphium lanatum är en gräsart som först beskrevs av Carl Sigismund Kunth, och fick sitt nu gällande namn av Christian Gottfried Daniel Nees von Esenbeck. Leptocoryphium lanatum ingår i släktet Leptocoryphium och familjen gräs. Inga underarter finns listade i Catalogue of Life.